# Titanotoca pagerostoma
Titanotoca pagerostoma är en fjärilsart som beskrevs av Diakonoff 1984. Titanotoca pagerostoma ingår i släktet Titanotoca och familjen vecklare. Inga underarter finns listade i Catalogue of Life.